# Kurt Borcherding
Kurt Borcherding (25 de febrero de 1967) es un deportista estadounidense que compitió en remo. Ganó dos medallas en el Campeonato Mundial de Remo, en los años 1998 y 2000.

## Palmarés internacional
| Campeonato Mundial | Campeonato Mundial | Campeonato Mundial | Campeonato Mundial |
| Año                | Lugar              | Medalla            | Prueba             |
| ------------------ | ------------------ | ------------------ | ------------------ |
| 1998               | Colonia (Alemania) | Medalla de bronce  | Dos con timonel    |
| 2000               | Zagreb (Croacia)   | Medalla de oro     | Dos con timonel    |